# Cultivo mínimo
 Cultivo mínimo, também conhecido como Cultura mínima, é um sistema de preparo do solo situado entre o sistema de cultivo convencional e o sistema de plantio direto, indicado para locais onde não se verifica forte compactação, problemas com barreiras químicas, que necessitariam de calagem e gessagem, ou a existência de pragas de solo.
Nesse método de preparo do solo, realiza-se uma menor mobilização do solo, onde o preparo é realizado com antecedência até que permita uma mínima formação de vegetação, fazendo com que uma grande parte do solo esteja coberto com resíduos de cultivos anteriores, sendo assim, a semeadura é realizada diretamente sobre a cobertura vegetal.
Neste sistema o uso de máquinas agrícolas sobre o solo é mínimo, com a finalidade de menor revolvimento e compactação, possuindo as vantagens de:
- Possibilidade de plantio mesmo em épocas de chuva;
- Utilização intensa da área de plantio;
- Redução da erosão;
- Redução do uso de máquinas, implementos, combustíveis e outros insumos;
- Controle de plantas daninhas.

Nesse sistema de preparo realiza-se a manutenção de resíduos vegetais através apenas da escarificação e gradagem.